# قضية جسر ثور
قضية جسر ثُور (The Problem of Thor Bridge) واحدة من 56 قصة قصيرة لشرلوك هولمز من تأليف ارثر كونان دويل. تعد القصة السابعة في سلسلة كتاب قضايا شرلوك هولمز. نشرت القصة في 1922 في مجلة الستراند.

## الترجمة العربية
- قضية جسر ثُور، مؤسسة هنداوي، ترجمة إسلام سميح الردان ومراجعة محمد فتحي خضر.[2]